# Jorge Herrando
Jorge Herrando Oroz (Pamplona, 28 febbraio 2001) è un calciatore spagnolo, difensore dell'Osasuna.

## Carriera

### Club
Herrando è cresciuto nel settore giovanile dell'Osasuna dove ha firmato il suo primo contratto professionistico nel 2017. Il 13 maggio 2018 ha debuttato con la squadra B nell'incontro di Segunda División B perso 4-0 contro il CD Vitoria e l'11 ottobre seguente, con il club retrocesso in Tercera División, ha segnato il suo primo gol contro lo Txantrea. Il 1º novembre ha prolungato il contratto fino al 2022.
Il 15 dicembre 2022 ha debuttato in prima squadra nell'incontro di Coppa del Re vinto 6-0 contro il Tomares. Il 15 giugno successivo ha rinnovato il contratto fino al 2024 ed è stato prestato al CD Logroñés per tutta la durata della stagione.
Di rientro all'Osasuna ha trascorso la stagione 2022-2023 con la squadra B in terza divisione riuscendo però a debuttare in Primera División il 2 maggio 2023 nella trasferta persa 1-0 contro il Barcellona dove ha ricevuto un cartellino rosso. L'anno successivo ha rinnovato il contratto fino al 2027 ed è stato promosso in pianta stabile in prima squadra.

### Nazionale
Ha giocato nella nazionale spagnola Under-19.

## Statistiche

### Presenze e reti nei club
Statistiche aggiornate al 10 febbraio 2024.
| Stagione        | Squadra         | Campionato      | Campionato | Campionato | Coppe nazionali | Coppe nazionali | Coppe nazionali | Coppe continentali | Coppe continentali | Coppe continentali | Altre coppe | Altre coppe | Altre coppe | Totale | Totale | Totale |
| Stagione        | Squadra         | Comp            | Pres       | Reti       | Comp            | Pres            | Reti            | Comp               | Pres               | Reti               | Comp        | Pres        | Reti        | Pres   | Reti   |        |
| --------------- | --------------- | --------------- | ---------- | ---------- | --------------- | --------------- | --------------- | ------------------ | ------------------ | ------------------ | ----------- | ----------- | ----------- | ------ | ------ | ------ |
| 2017-2018       | Osasuna B       | SDB             | 1          | 0          |                 | -               | -               |                    | -                  | -                  |             | -           | -           | 1      | 0      |        |
| 2018-2019       | Osasuna B       | TD              | 18         | 2          |                 | -               | -               |                    | -                  | -                  |             | -           | -           | 18     | 2      |        |
| 2019-2020       | Osasuna B       | SDB             | 18         | 1          |                 | -               | -               |                    | -                  | -                  |             | -           | -           | 18     | 1      |        |
| 2020-2021       | Osasuna B       | SDB             | 25         | 1          |                 | -               | -               |                    | -                  | -                  |             | -           | -           | 25     | 1      |        |
| 2020-2021       | Osasuna         | PD              | 0          | 0          | CR              | 1               | 0               |                    | -                  | -                  |             | -           | -           | 1      | 0      |        |
| 2021-2022       | CD Logroñés     | PDR             | 18         | 0          | CR              | 1               | 0               |                    | -                  | -                  |             | -           | -           | 19     | 0      |        |
| 2022-2023       | Osasuna B       | PF              | 32         | 4          |                 | -               | -               |                    | -                  | -                  |             | -           | -           | 32     | 4      |        |
| 2022-2023       | Osasuna         | PD              | 1          | 0          | CR              | 1               | 0               |                    | -                  | -                  |             | -           | -           | 2      | 0      |        |
| 2023-2024       | Osasuna         | PD              | 5          | 0          | CR              | 1               | 0               | UECL               | 0                  | 0                  | SE          | 0           | 0           | 6      | 0      |        |
| Totale carriera | Totale carriera | Totale carriera | 118        | 8          |                 | 4               | 0               |                    | 0                  | 0                  |             | 0           | 0           | 122    | 8      |        |